# Badminton Australia
Badminton Australia ist die oberste nationale administrative Organisation in der Sportart Badminton in Australien. Der Verband wurde im August 1932 als Australia Badminton Association gegründet, sein Sitz ist Williamstown, Melbourne.

## Geschichte
Badminton wurde in Australien erstmals 1900 gespielt, als ein gewisser Mister Moore von einer Reise nach England zurückkehrte und acht Federballschläger mitbrachte. In der Folge verbreitete ein Reverend Bryant bei seinen Predigten in vielen Orten das Spiel. In Victoria wurde nachfolgend unter tatkräftiger Mitwirkung von Reginald Ede Clendinnen und Harold Wray, welcher bereits als Tennisspieler erfolgreich war, der nationale Verband ABA (Australia Badminton Association) gegründet, welcher Anfang des neuen Jahrtausends in Badminton Australia umbenannt wurde. Die Australia Badminton Association wurde kurz nach der Gründung der International Badminton Federation dort im September 1936 Mitglied. Badminton Victoria selbst wurde bereits 1932 gegründet, die Tasmania Badminton Association sogar schon 1925. Die Hobart Badminton Association existiert seit 1927, die Southern Tasmania Badminton Association (mittlerweile Badminton Hobart)  seit 1931.

## Bedeutende Veranstaltungen, Turniere und Ligen
- Altona International
- Australian Open
- Australische Meisterschaft
- Ballarat International
- Ede Clendinnen Shield
- Maddern Shield (Juniorenwettbewerb)
- Melbourne Silver Bowl
- New South Wales International
- Perth International
- South Australia International
- Tasmania International
- Victoria International
- Western Australia International
- Westaustralische Meisterschaft
- Whyte Trophy

## Bedeutende Persönlichkeiten

### Präsidenten
- 1935 Reginald Ede Clendinnen
- 1937 William L. Spinkston
- 1938 H. R. Fisher
- 1939 William L. Spinkston
- 1940–1946 kriegsbedingt ausgesetzt
- 1947 W. Alfred Lennard
- 1948 M. James Mays
- 1949 Ernest E. Bryant
- 1950 William L. Spinkston
- 1951 W. Alfred Lennard
- 1952 William A. Burke
- 1953 Keith Baker
- 1954 W. Raymond Weisheit
- 1955 E. N. Alexander
- 1956 William A. Burke
- 1966 Alan M. Cowburn
- 1967 Douglas G. Chapman
- 1968 Barry Seidel
- 1969 George M. Taylor
- 1970 Robert J. Cadd
- 1971 Cedric Baxter
- 1972 John T. W. Little
- 1973 R. T. Pasco
- 1974 Douglas G. Chapman
- 1975 Harry Thompson
- 1976 Lindsay W. Gordon
- 1977 Cedric A. Baxter
- 1978 H. Roy Ward
- 1979 Roy J. Hurn
- 1980 Ronald A. Whittle
- 1981 Sidney Grimwade
- 1982 Barbara O’Brien
- 1983 Don Stockins
- 1983–1996 H. Roy Ward
- 1996–2008 G. Robin Bryant
- 2008–2019 Geraldine Brown
- 2019–2023 Andrew Greenway
- seit 2023 Julie McDonald

### Weitere
- W. R. Hindson, Spieler und Funktionär über einen Zeitraum von 40 Jahren
- H. R. Brady, 20 Jahre Generalsekretär des Verbandes
- C. Pickering, Funktionär